# Руппінер-Зее
Руппінер-Зее (нім. Ruppiner See) — озеро в районі Східний Прігніц-Руппін, Бранденбург, Німеччина. Знаходиться на рівні +36.5 м вище рівня моря, площа 8,25 км². 

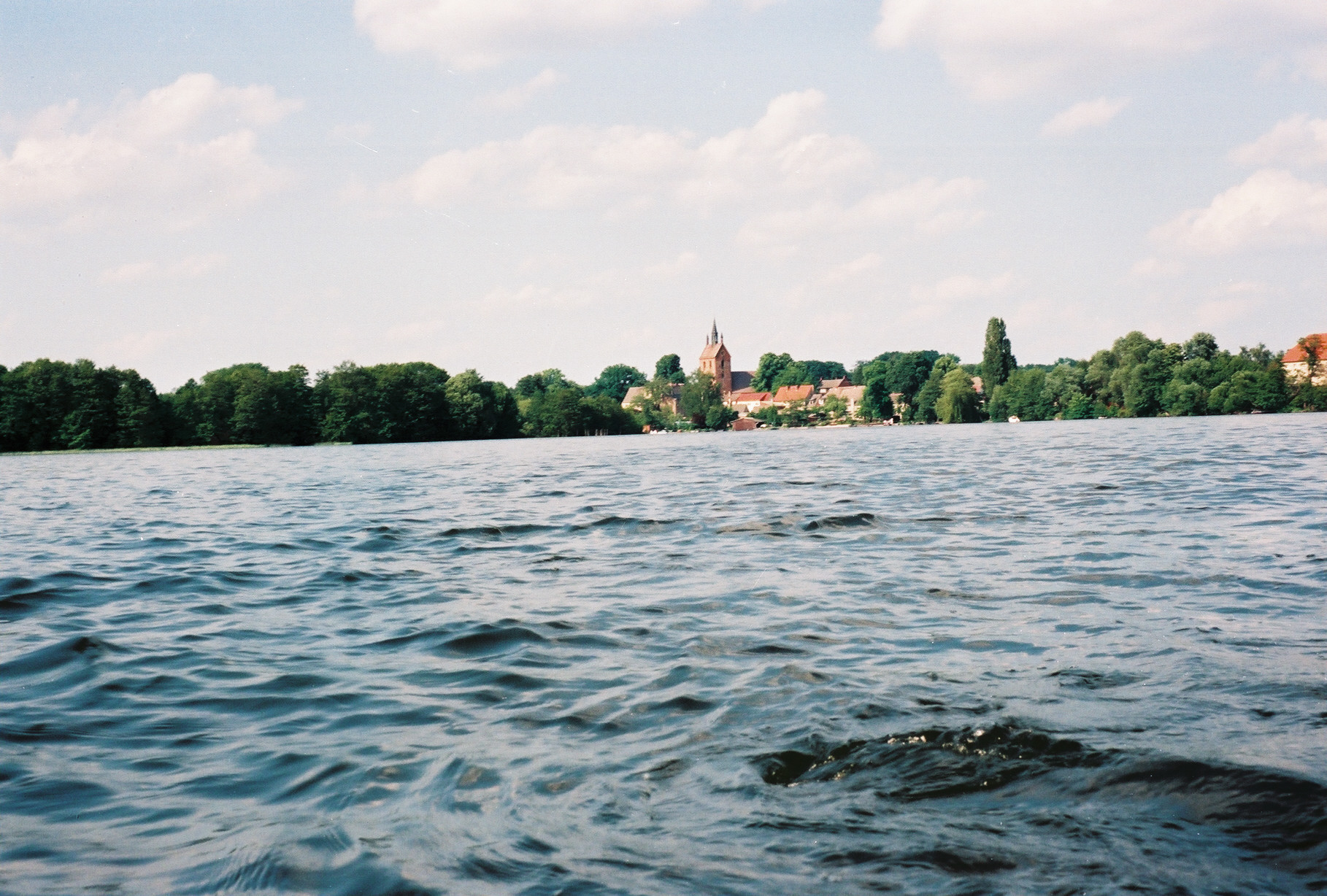

З довжиною в 14 кілометрів і шириною в 800 метрів Руппінер-Зее є найдовшим озером Бранденбурга. Має форму півмісяця. Площа озера - 8,25 км². На півночі в нього впадає, а на півдні з нього витікає річка Рін. Озеро утворилося близько 12.000 років тому, як наслідок відступу льодовика після закінчення останнього льодовикового періоду. Води озера багаті на рибу.
У 1788 році був прокладений канал, що з'єднує по воді Руппінер-Зее з річкою Гафель та Берліном. 
У 1898 році над озером була прокладена дамба із залізничною лінією довжиною в 2,5 км. На берегах озера знаходяться міста Нойруппін, Альтруппін, Вустрау.